# Bateaux quittant le port du Havre
Bateaux quittant le port du Havre est une photographie de Gustave Le Gray. Réalisée en 1856 ou 1857, elle représente des navires à voile quittant le port du Havre, en France.

## Description
L'œuvre est une marine : elle représente cinq bateaux à voile quittant le port du Havre, dont la jetée est visible sur la partie droite de l'image. La photographie est prise à contre-jour, au coucher de soleil.

## Historique
Gustave Le Gray réalise la photographie entre 1856 et 1857.
Le 18 juin 2011, un tirage de cette photographie est vendu 917 000 €, ou 1.311.410 USD (frais de vente inclus) lors d'une vente aux enchères d'un ensemble d'œuvres de Le Gray à Vendôme, conservé dans la descendance de Charles Denis Labrousse, par les commissaires-priseurs Aymeric Rouillac et Philippe Rouillac avec l'expert Yves Di Maria. 
Ce même tirage a été revendu 965.000 USD, ou 867.000 € (frais inclus) le 17 février 2016 à New York par Christie's, sans battre le précédent record de 2011.